# Woodwardia areolata
Woodwardia areolata là một loài thực vật có mạch trong họ Blechnaceae. Loài này được (L.) T. Moore miêu tả khoa học đầu tiên năm 1857.

## Hình ảnh

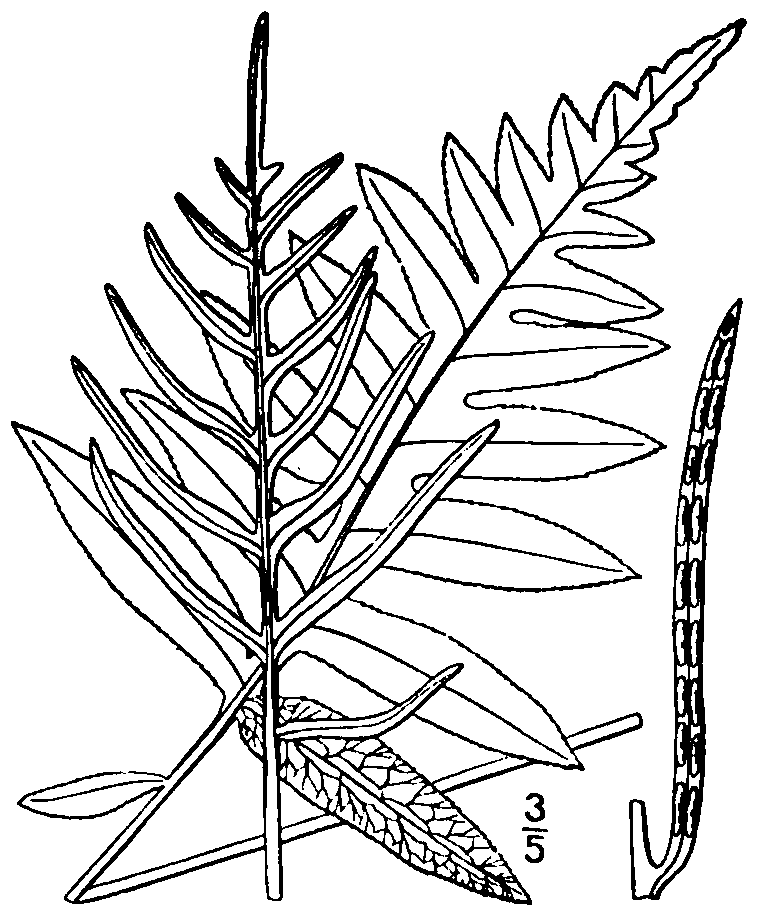
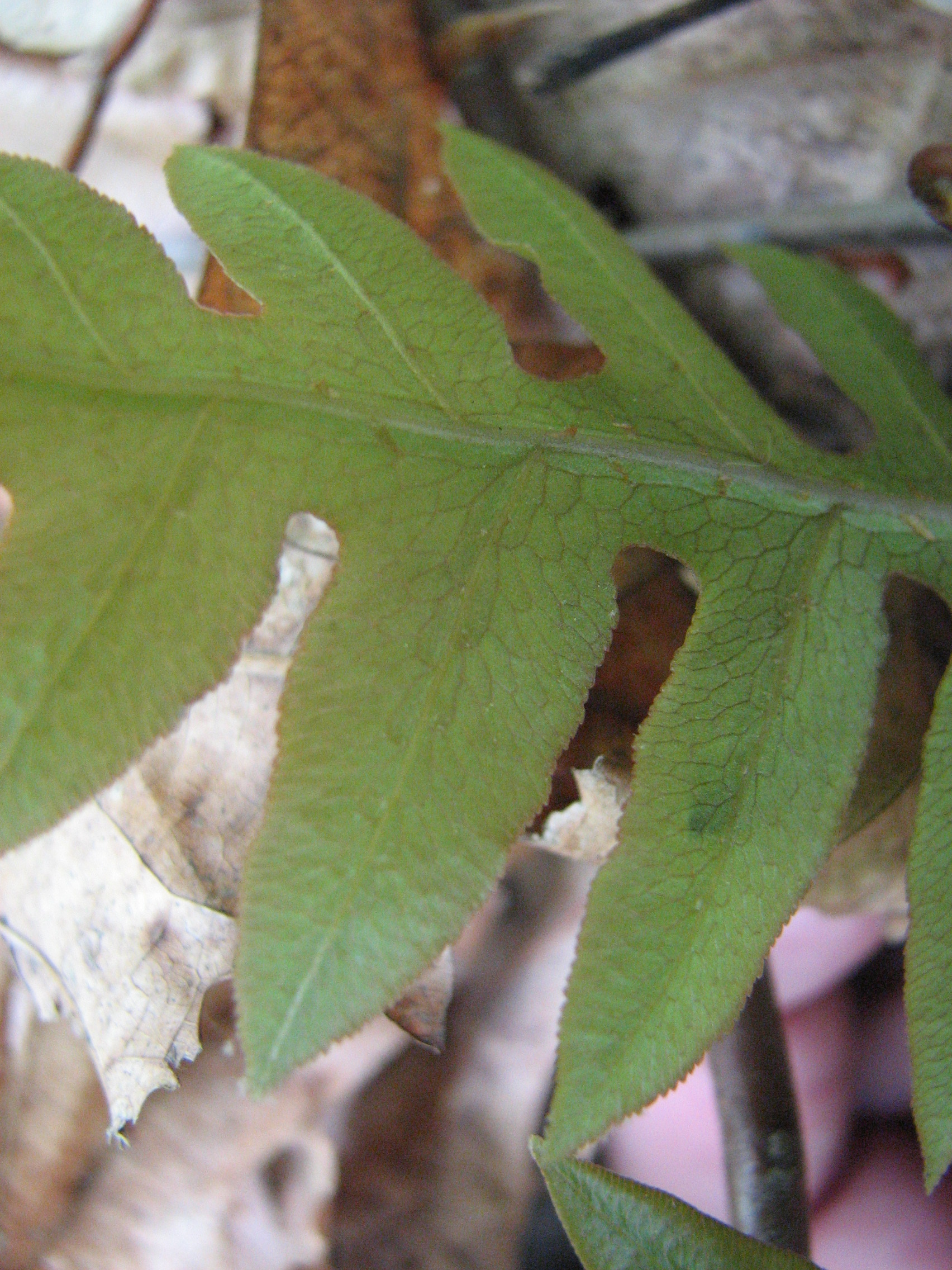